# Лючжоу
Лючжоу (кит. спр. 柳州, піньїнь: Liuzhou) — міський округ на півночі Гуансі-Чжуанського автономного району, Китай. Населення округи 3 758 700 людей (2010), включаючи 1 436 599 у забудові чотирьох районів міста. Загальна площа 18 777 км², площа забудови — 667 км².

## Географія
Лючжоу розташовується на березі крученої річки Лю, приблизно в 255 км від Наньніна, столиці регіону. Дорогою 167 км до Гуйліня, 167 км до Хечи, 237 км до Наньніна, 373 км до Фанченгана, 448 км до Бейхая.
Купання в річці — традиція міста. В нормі річка зелена, але іноді влітку паводки з гір приносять осад, що фарбує воду в жовтий колір. На початку 2012 розлив кадмію вище за течію спричинив серйозне забруднення води.

## Клімат
Лючжоу має субтропічний клімат з м'якою теплою зимою і довгим спекотним літом, з високою вологістю цілий рік. Середньомісячна температура повітря в січні 10,4 °C, у липні — 28,8 °C. Найнижчий зафіксований температурний показник -1,3 °C, найвищий — 39,1 °C. Сезон рясних дощів із травня по серпень, коли випадає близько двох третин річних опадів.
| Клімат Лючжоу (1971−2000) | Клімат Лючжоу (1971−2000) | Клімат Лючжоу (1971−2000) | Клімат Лючжоу (1971−2000) | Клімат Лючжоу (1971−2000) | Клімат Лючжоу (1971−2000) | Клімат Лючжоу (1971−2000) | Клімат Лючжоу (1971−2000) | Клімат Лючжоу (1971−2000) | Клімат Лючжоу (1971−2000) | Клімат Лючжоу (1971−2000) | Клімат Лючжоу (1971−2000) | Клімат Лючжоу (1971−2000) | Клімат Лючжоу (1971−2000) |
| Показник                  | Січ.                      | Лют.                      | Бер.                      | Квіт.                     | Трав.                     | Черв.                     | Лип.                      | Серп.                     | Вер.                      | Жовт.                     | Лист.                     | Груд.                     | Рік                       |
| Абсолютний максимум, °C   | 27,8                      | 34,4                      | 34,1                      | 35,0                      | 36,7                      | 38,0                      | 39,1                      | 38,9                      | 38,5                      | 35,5                      | 33,1                      | 29,1                      | 39,1                      |
| Середній максимум, °C     | 14,2                      | 15,5                      | 19,0                      | 24,8                      | 29,1                      | 31,7                      | 33,3                      | 33,5                      | 31,7                      | 27,7                      | 22,4                      | 17,7                      | 25,0                      |
| Середня температура, °C   | 10,4                      | 11,8                      | 15,4                      | 20,9                      | 24,8                      | 27,6                      | 28,8                      | 28,7                      | 26,9                      | 22,7                      | 17,5                      | 12,9                      | 20,7                      |
| Середній мінімум, °C      | 7,7                       | 9,4                       | 12,7                      | 17,9                      | 21,6                      | 24,5                      | 25,6                      | 25,4                      | 23,4                      | 19,1                      | 13,9                      | 9,5                       | 17,6                      |
| Абсолютний мінімум, °C    | −1,3                      | 0,0                       | 2,3                       | 6,7                       | 12,2                      | 17,7                      | 20,0                      | 20,0                      | 15,0                      | 8,3                       | 2,9                       | −0,5                      | −1,3                      |
| Норма опадів, мм          | 47.2                      | 57.9                      | 87.9                      | 149.8                     | 244.4                     | 238.3                     | 194.3                     | 177.0                     | 66.0                      | 68.4                      | 50.2                      | 33.8                      | 1415.2                    |
| Днів з опадами            | 13,4                      | 14,2                      | 16,6                      | 17,0                      | 17,0                      | 16,0                      | 15,4                      | 14,4                      | 8,8                       | 8,8                       | 7,5                       | 7,2                       | 156,3                     |
| ------------------------- | ------------------------- | ------------------------- | ------------------------- | ------------------------- | ------------------------- | ------------------------- | ------------------------- | ------------------------- | ------------------------- | ------------------------- | ------------------------- | ------------------------- | ------------------------- |
| Джерело: Weather China    |                           |                           |                           |                           |                           |                           |                           |                           |                           |                           |                           |                           |                           |

## Історія
Історія Лючжоу налічує понад 2 100 років. Місто засноване у 111 році до н. е., коли воно було відоме як Танжун. 742 року воно стало називатися Лунчен (龙城, «Місто дракона»). З 1736 дістало сучасну назву Лючжоу («Округа Лю», від назви річки Лю).
Найвідоміша історична фігура, пов'язана з містом, є Лю Цзун'юань (773—819), поет і політик часів династії Тан, помер у Лючжоу. Йому присвячений міський парк Лю Хоу.
У роки другої світової війни в Лючжоу розташовувався аеропорт, яким користувалися китайські націоналісти та повітряні сили американської армії. Він був захоплений японською армією 7 листопада 1944 у ході битви у Ґуйлінь та Лючжоу та звільнений Національною армією Китаю 30 червня 1945 до початку Другої гуансійської кампанії.

## Адміністративний поділ
Міська округа Лючжоу поділяється на 4 райони, 4 повіти, 2 автономних повіти:
- Район Любей (柳北区))
- Район Люнань (柳南区)
- Район Ченчжун (城中区)
- Район Юйфен (鱼峰区)
- Повіт Жун ань (融安县)
- Повіт Лучжай (鹿寨县)
- Повіт Люцзян (柳江县)
- Повіт Лючен (柳城县)
- Жуншуй-Мяоський автономний повіт (融水苗族自治县)
- Саньцзян-Дунський автономний повіт (三江侗族)

| Карта                                                                                  |
| -------------------------------------------------------------------------------------- |
| ① Юйфен ② Любей Люцзян Лючен Лучжай Жун'ань Жуншуй-Мяо Саньцзян-Дун ① Ченчжун ② Люнань |

## Економіка
Лючжоу є другим за розміром містом у Ґуансі та індустріальним центром регіону. Згідно зі статистикою уряду Лючжоу за 2009 ВВП міста становило 103,2 млн юанів.
Найбільші підприємства Лючжоу:
- LiuGong — багатонаціональний виробник будівельної техніки
- SAIC-GM-Wuling Automobile — спільне підприємство General Motors, SAIC Motor та Liuzhou Wuling Motors Co., Ltd
- Ґуансі Лючжоу Стіл енд Айрон груп (广西柳州钢铁（集团）公司)

## Туризм
Ландшафт навкруги Лючжоу, як і на більшості територій Ґуансі, являє собою суміш пагорбів, гірських вершин, печер і карстових утворень.
Це ідеальна база для етнотуризму, оскільки навкруги багато історичних поселень, у яких живуть національні меншини Китаю.

## Транспорт
Аеропорт Лючжоу має сполучення з головними містами Китаю. Лючжоу є залізничним центром Ґуансі: у місті перетинаються залізниці Хунань — Ґуансі, Цзяоцзо — Лючжоу, Гуйчжоу — Ґуансі. Через місто проходить Китайська національна траса 209.

## Армія
Лючжоу є штабом для 41 групи Народно-визвольної армії Китаю, однієї з двох груп армій, що захищають Військовий регіон Гуанчжоу на південному кордоні з В'єтнамом.

## Цікавники
У Китаї існує прислів'я:

| Народись у Суджові, живи у Ханджові, їж у Ґванджові, помри у Люджові Оригінальний текст (кит.) [生在苏州, 活在杭州, 吃在广州, 死在柳州 ] Помилка: [undefined] Помилка: {{Lang}}: немає тексту (допомога): невпізнаний код мови: cn (допомога) |.
Така згадка про Лючжоу пов'язана з тим, що у минулому місто було відомо своїми трунами, що виробляли з ялинника, камфорного дерева і сандалу, про який казали, що він збереже тіло після смерті. Кантонська кухня Гуанчжоу славиться по всьому світу, Ханчжоу відомий багатством та красивим місцем розташування. Сучжоу має репутацію міста з найкрасивішими людьми Китаю, тому в прислів'ї іноді кажуть «одружитися у Сючжоу».
Нині мініатюрні труни від 3 до 30 см продаються як сувеніри для туристів. Деякі мініатюрні труни використовуються як підставки для тримання праху предків.